# Sams (Buchreihe)

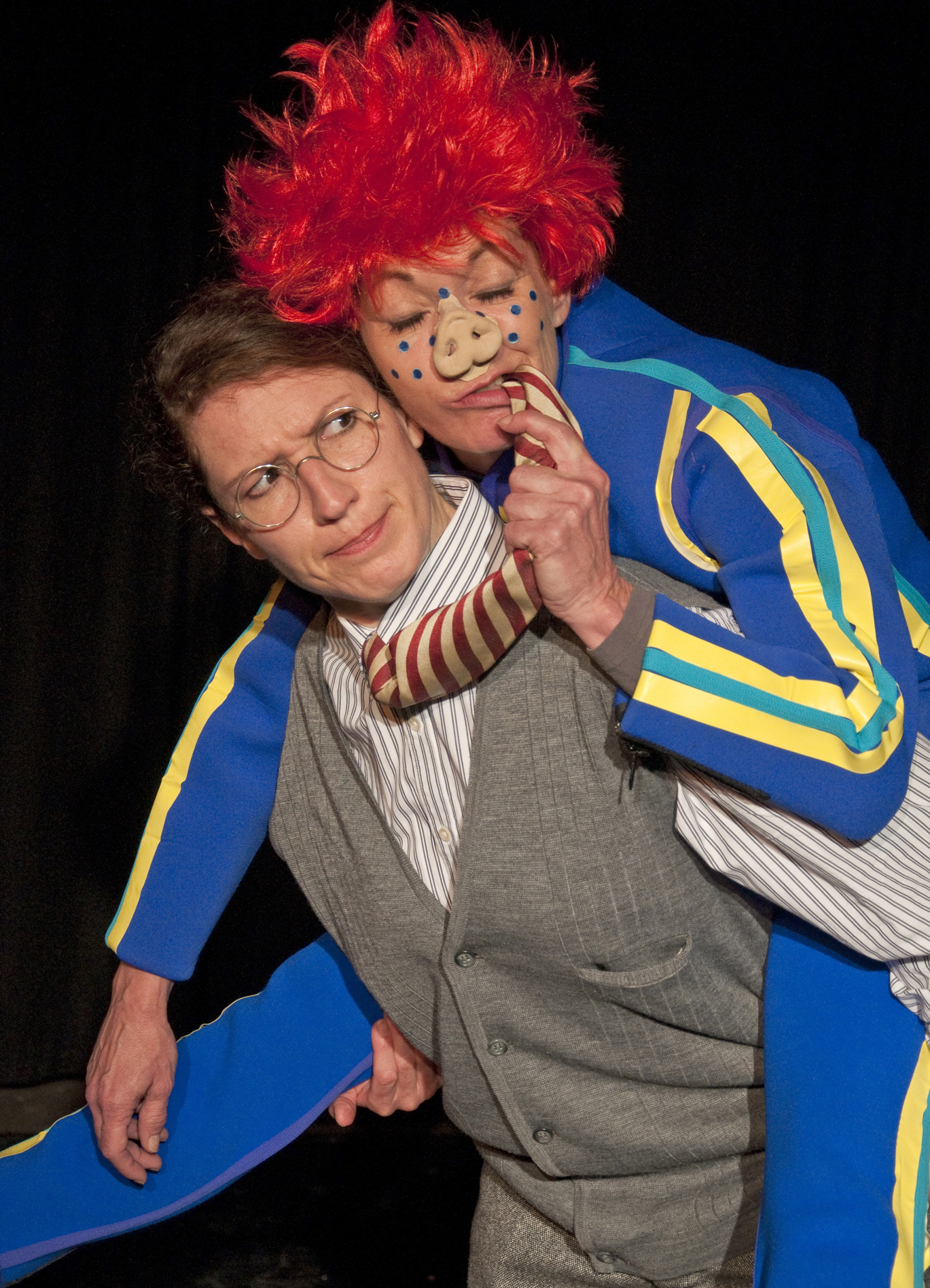
„Das Sams“ in einer Theateraufführung

Das Sams ist die Hauptfigur einer zwölfbändigen Kinderbuchreihe von Paul Maar, deren erster Band 1973 erschien.

## Charakteristik
Bei Paul Maars Sams-Geschichten dreht sich alles um ein plötzlich auftauchendes Wesen, das Wünsche erfüllen kann, wobei allerhand schiefgeht. Ein ziemlich ähnliches Motiv findet sich bereits in den Geschichten der Psammead-Trilogie (1902-06) von Edith Nesbit.
Das Sams ist ein kindähnliches Wesen mit einer Rüsselnase, einem Gesicht mit blauen Punkten, roten Borstenhaaren, Froschfüßen und einem prallrunden Trommelbauch. Das Sams trägt zumeist einen Taucheranzug, weil dieser auf Grund seiner Elastizität für das Sams genau richtig ist, denn es wächst zunächst an einem Tag so viel wie Kinder in einem Jahr, wenn es so groß wie ein achtjähriges Kind ist, hört es allerdings auf. Charakteristisch für das Sams sind die Wunschpunkte, die es im Gesicht hat. Jeder dieser Punkte kann für einen Wunsch Herrn Taschenbiers verwendet werden, schwierige Wünsche erfordern zwei oder sogar drei Punkte. Die Wünsche müssen aber sehr genau formuliert sein. So führte der Wunsch nach „viel Geld im Zimmer“ zum Beispiel dazu, dass alle möglichen Währungen der Welt im ganzen Zimmer verstreut lagen. Nur wenige Wünsche sind nicht erfüllbar.
Die Ernährung des Sams ist sehr vielfältig. Es frisst von Stuhlbeinen über Fenstergriffe bis zu Stoff eigentlich alles, aber am liebsten nimmt es Würstchen mit viel Senf und ohne Brot zu sich. Das Sams liebt es zu reimen. Außerdem verfasst es gerne Lieder, die allerdings bei Herrn Taschenbier selten auf große Gegenliebe stoßen.
Es ist frech und nimmt vieles wörtlich. Es kann Kinder gut verstehen.
Zudem ist es im Gegensatz zu den Taschenbiers ziemlich sportlich.
Weitere wiederkehrende Figuren sind Herr Taschenbiers strenge Hausbesitzerin Annemarie Rotkohl, welche keine Tiere im Haus duldet (und wie das Sams gerne Würstchen isst, es allerdings nicht recht leiden kann), sowie Anton Mon, Herrn Taschenbiers alten Schulfreund, welcher Tierfreund und Vegetarier ist und die Angewohnheit hat, rhetorische Fragen zu stellen. Später heiraten Herr Mon und Frau Rotkohl trotz ihrer Gegensätze.

## Buchreihe

### Eine Woche voller Samstage (1973)

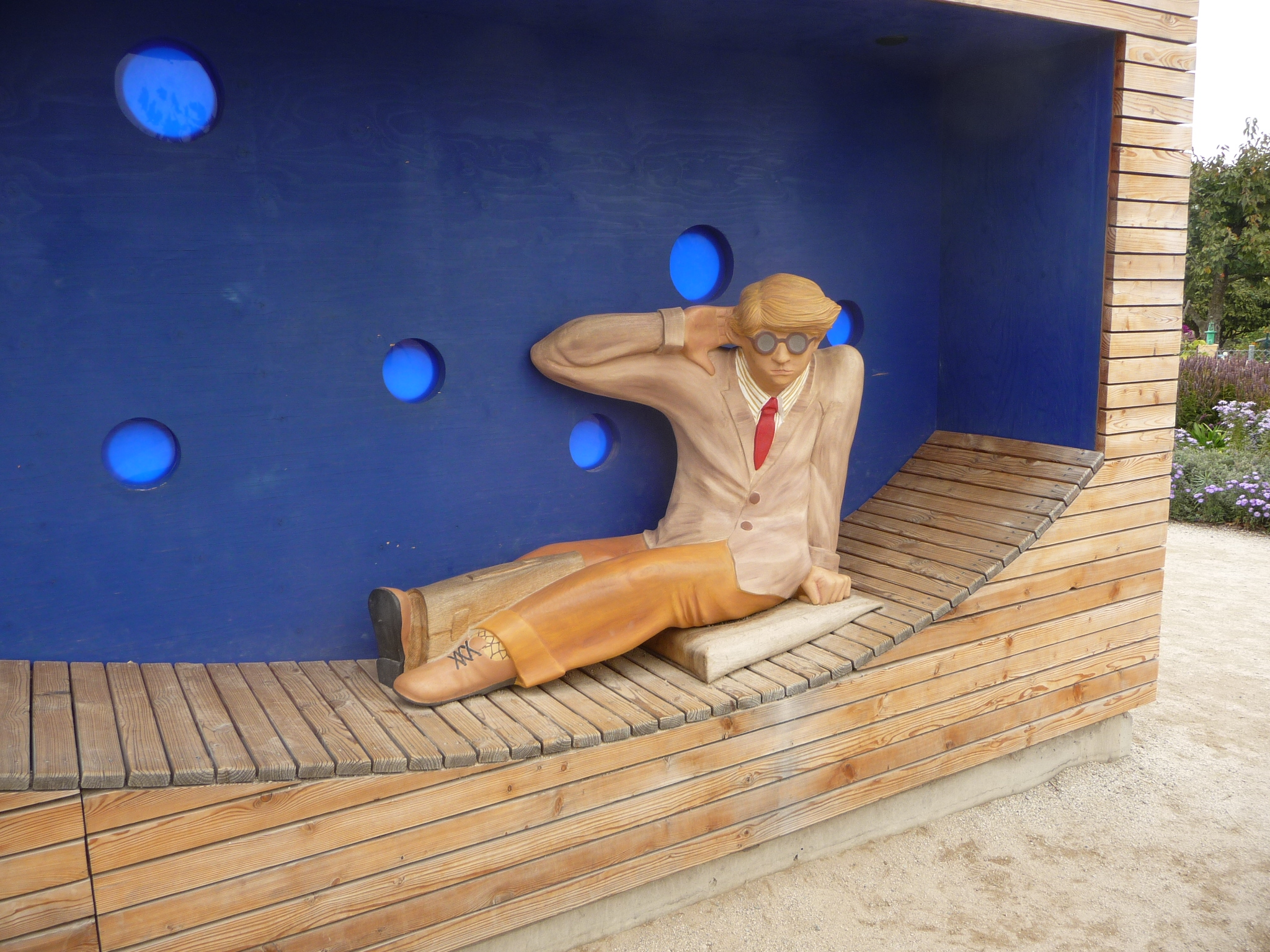
Herr Taschenbier auf der Landesgartenschau Bamberg

Im ersten Band wird Herr Taschenbier, der zuvor ein recht unscheinbares und eintöniges Leben geführt hat, stutzig, als am Donnerstag auf einmal ein großes Gewitter aufzieht. Schließlich hat am vorausgegangenen Sonntag die Sonne geschienen, am Montag hat Herr Mon ihn (mit Mohnblumen) besucht, und am Dienstag hat er wie üblich Dienst gehabt. Das wäre bisher freilich noch nichts Besonderes, ebenso wenig die Mitte der Woche am Mittwoch. Am Donnerstag aber gibt es Donner. Und als Herr Taschenbier am Freitag dann auch noch frei hat, geht er am Samstag, neugierig auf das, was ihn erwarten könnte, in die Stadt. Tatsächlich trifft er auf ein Wesen, auf das sich keiner der anderen Passanten einen Reim machen kann. Nur er vermutet folgerichtig, dass es sich hierbei um ein „Sams“ handeln muss.

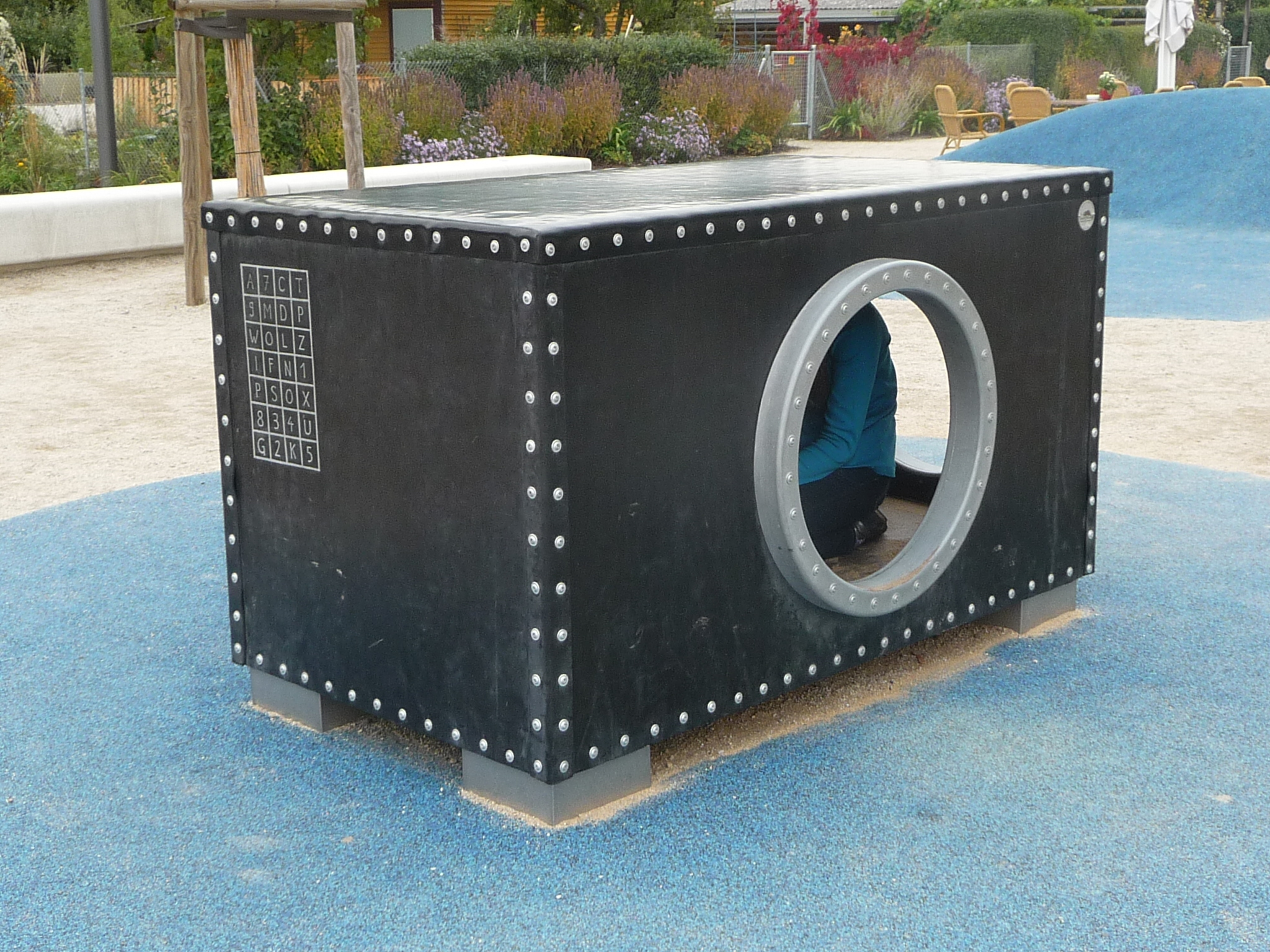
Nachbau der Wunschmaschine

Das Sams sagt daraufhin „Papa“ zu Herrn Taschenbier, bleibt bei ihm und stiftet eine Woche lang einige Verwirrung (beginnend mit Sonntag):
- Sonntag: Herr Taschenbier versucht, das Sams vor seiner Vermieterin Frau Rotkohl zu verstecken und wünscht sich lautstark, sie säße auf einem Schrank und käme nicht mehr herunter, was tatsächlich eintrifft.

- Montag: Im Kaufhaus platzen dem Sams alle Kleidungsstücke beim Anprobieren, bis es einen Taucheranzug bekommt.

- Dienstag: Das Sams hilft Herrn Taschenbier, schneller mit der Arbeit fertig zu werden. Sein Chef Herr Oberstein gibt ihm, entnervt durch die Streiche des ihm unbekannten Sams, auch die restliche Woche frei.

- Mittwoch: Das Sams besucht zwei völlig unterschiedliche Schulklassen: in der ersten fragt es den strengen Studienrat Groll nach seiner Aufforderung, ihn mit „Sie“ anzusprechen, ob er ein Mann oder eine Frau sei. In der zweiten darf das Sams selbst Lehrer spielen und eine interaktive Dichtstunde abhalten.

- Donnerstag: Damit Herr Taschenbier sich nicht aus dem Bett bemühen muss, um eingekaufte Würstchen zu holen, baut das Sams aus alltäglichen Gegenständen eine KBA (Knackwurstbringanlage).

- Freitag: Herr Taschenbier erfährt, dass die Punkte im Gesicht des Sams Wunschpunkte sind, die Wünsche in Erfüllung gehen lassen. Da das Sams heute gehen muss, wünscht Herr Taschenbier sich eine Wunschmaschine, allerdings kann er sich mangels Wunschpunkten keinen Bediengriff mehr wünschen.

- Samstag: Herr Taschenbier plant die nächste Woche, damit das Sams nächsten Samstag zurückkommt. Als erstes wünscht er sich von der Wunschmaschine, dass das Sams bei ihm bleibt.

### Am Samstag kam das Sams zurück (1980)
Am Anfang des zweiten Buchs vermisst Herr Taschenbier das Sams, das ihn am Samstag wieder verlassen musste. Deshalb versucht er, den Verlauf der vorhergegangenen Woche zu wiederholen, damit das Sams wieder zu ihm zurückkehrt. Zu diesem Zweck lädt er unter anderem Herrn Mon zu sich ein und schlägt am Donnerstag mit einem Nudelholz und einem Kochlöffel auf drei große Bleche, um den Donner zu simulieren.
Nach mehreren Wochen und Fehlschlägen haben seine Bemühungen schließlich Erfolg und das Sams kehrt am Samstag mit neuen Wunschpunkten zu ihm zurück.
Die ersten Punkte verschwendet er. Mit einem dieser Wünsche wünscht Herr Taschenbier sich einen Bediengriff für die Wunschmaschine, mit der er sich gleich einige Wünsche erfüllt – unter anderem Geld und ein Auto mit Führerschein, das er aber mangels Fahrkenntnissen kurz darauf in das Wohnzimmer des dicken Herrn Lürcher steuert. Das Fatale war, dass die Wunschmaschine jedes Mal nach drei Wünschen eine längere Erholungspause brauchte. In dieser Zeit kamen dann die Folgen zuvor ungenau formulierter Wünsche ungehindert zum Vorschein, bis dann schließlich durch den rettenden vierten Wunsch das Chaos wieder eingedämmt werden konnte.
So hatte auch Herr Kules, der Papagei von Herrn Mon, am Tag davor dank eines Wunsches von Herrn Mon das Sprechen erlernt und fliegt in die Wohnung von Herrn Lürcher, der ihn als Zeuge bei der Polizei einsetzen will, um zu bestätigen, dass Herr Taschenbier und das Sams einst durch einen fehlgeleiteten Wunsch auf seinem Dachboden gelandet sind – aber inzwischen wurde Herr Kules schon mit Hilfe der Wunschmaschine zurückgewünscht.
Außerdem geht Herr Taschenbier mit dem Sams einmal in ein feines Restaurant, in dem das Sams unter anderem die Speisekarte verspeist – daher werden die beiden wieder aus dem Restaurant geworfen, doch später, als die beiden an einer Wurstbude verkohlte Würstchen bestellt haben, wünschen sie diese in das feine Restaurant und holen sich dafür die Delikatessen an die Imbissbude. Gegen Ende des Buches wünscht Herr Taschenbier die beiden auf eine utopische Südseeinsel (Herr Taschenbier war erst sehr schockiert, als sie auf der Insel landeten, da er sich das eigentlich nur in Gedanken wünschte, aber das Sams hatte zum Glück noch einen Punkt übrig, um sie zurückzuwünschen, allerdings wollte Herr Taschenbier erst ein paar Tage Urlaub machen), auf der sie nach einiger Zeit von einer Reisegesellschaft überrascht werden. Kurz danach wünscht Herr Taschenbier die beiden mit dem vermeintlich letzten Sams-Punkt zurück in ihr Zimmer. Herr Mon hat aber zu dieser Zeit die gleiche Idee und wünscht die beiden vor die Haustür. Dies tut er, damit Frau Rotkohl, Herrn Taschenbiers Vermieterin, sich nicht wundert – schließlich hatte sie zuvor das leere Zimmer gesehen. Durch die beiden gegeneinander kämpfenden Wünsche entsteht ein Kampf zwischen den Punkten des Samses und der Maschine, durch den schließlich die Maschine den Geist aufgibt. Herr Taschenbier und das Sams versuchen die Maschine zu reparieren, doch dann erfüllt sie nicht mehr die richtigen Wünsche; erst bringt sie z. B. statt einem Markstück ein Quarkstück, nach einer weiteren Reparatur werden die Erfüllungen noch absurder, so bewirkt z. B. Herr Taschenbiers Testwunsch, dass sein Sessel fliegt, dass einem Mann draußen das Auto wegfährt. Somit wird die Wunschmaschine aus Sicherheit zurück auf den Dachboden gestellt. Zum Glück hat das Sams noch einen Punkt übrig gelassen. Mit diesem letzten Punkt wünscht Herr Taschenbier, dass das Sams für immer bei ihm bleibt.

### Neue Punkte für das Sams (1992)
Am Anfang des dritten Bandes ist aber Herrn Taschenbiers Freude schnell wieder verflogen, denn die ganze Zeit mit dem Sams zu verbringen, ist doch nicht so toll, wie er es sich vorgestellt hat. Da das Sams keine Wunschpunkte mehr hat, ist es Herrn Taschenbier schwer möglich, sich des zum Teil rüpelhaften Benehmens des Sams zu erwehren – zum Beispiel isst es während einer Partie Karten selbige auf.
Herr Taschenbier lernt indes eine nette und hübsche Frau kennen, Margarete März. Sie ist seine Arbeitskollegin und er verliebt sich bald unsterblich in sie.
Da das Sams nun keine Wunschpunkte mehr hat, kann Herr Taschenbier sich nicht wünschen, dass Frau März seine Liebe auch erwidert. Um dem abzuhelfen, verrät das Sams Herrn Taschenbier ein großes Sams-Geheimnis: Wenn das Sams keine Punkte mehr hat, kann man ihm neue beschaffen, indem man in einer Vollmondnacht von Freitag auf Samstag auf ein Hausdach steigt und „Gatsmas“ („Samstag“ rückwärts gelesen) ruft. (Tatsächlich war der angeführte Freitag, der 3. August im Jahr 1973, also dem Erscheinungsjahr des ersten Bandes, zwar ein Freitag, jedoch keine Vollmondnacht). Weil Herr Taschenbier aber zu ungeduldig ist, ruft er selbst „Gatsmas“ und hat daraufhin selbst die Wunschpunkte im Gesicht, mit denen nun nur das Sams wünschen darf. Aber auch das Sams hat, wie Herr Taschenbier, ungewöhnliche Wünsche – zum Beispiel wünscht es sich zum Frühstück Pommes mit Ketchup –, muss sich aber ebenfalls mit den Folgen ungenauer Wünsche herumschlagen. Während der Geschichte verlieben sich Herr Mon und Frau Rotkohl ineinander.
Das Sams ist indes eifersüchtig auf Frau März, die die ganze Aufmerksamkeit von Herrn Taschenbier für sich alleine beansprucht, und wünscht kurzerhand, dass die beiden sich nicht mehr miteinander treffen dürfen. Herr Taschenbier bricht trotzdem zu einem Treffen mit Frau März auf. Auf dem Weg dorthin bricht er jedoch wegen des Wunsches des Samses zusammen. Das Sams hebt daraufhin den Wunsch auf und lässt Herrn Taschenbier und Herrn Mon wissen, dass der Wunsch nur eine Prüfung der Liebe von Herrn Taschenbier zu Frau März war, und dass Herr Taschenbier diese sensationell bestanden hat. Daraufhin gibt es den beiden grünes Licht für eine Beziehung und verlässt die beiden, aber nicht, ohne ihnen die S. R. Tr. (Sams-Rückhol-Tropfen) zurückzulassen.

### Ein Sams für Martin Taschenbier (1996)
Im vierten Band gibt es einen neuen Protagonisten, nämlich den zehnjährigen Martin Taschenbier. Er ist der Sohn von Herrn Taschenbier und Frau März, die jetzt auch Taschenbier heißt.
Herr Mon und Frau Rotkohl haben auch geheiratet und Frau Rotkohl wird von Martin „Tante Annemarie“ genannt. Sie haben eine achtjährige Tochter namens Helga, die gerne Marzipanschweinchen isst und Verstecken spielt.
Am Anfang des Buches erfährt man etwas mehr über Martin Taschenbier. Er ist ebenso ängstlich wie sein Vater früher auch und hat einen besten Freund namens Roland Steffenhagen, der leidenschaftlich gerne am Computer spielt. Roland wiederum hat eine Mutter, die unglaublich gerne Entschuldigungen schreibt.
Martin ist recht unsportlich, was ihm bei seinem Sportlehrer, Herrn Daume, kein sehr hohes Ansehen verschafft. Als Martins Klasse, die 4a, zusammen mit der Parallelklasse 4b und Herrn Fitzgerald Daume auf Klassenfahrt in die Rhön fahren soll, ist Martin nicht gerade begeistert von der Aussicht, mit z. B. seinem Erzfeind Leander „Plattfuß“ Plattner eine Woche lang Ski zu fahren.
Dazu kommt noch, dass sein Freund Roland nicht mitkommen kann, da seine Mutter meint, er wäre dafür zu krank, denn er hatte zweimal gehustet.
So fährt Martin unglücklich und ängstlich mit dem Rest der Klasse mit dem Bus los und landet im Schullandheim, wie es vorher vorauszusehen war, in einem Einzelzimmer (eigentlich ein Zweitbettzimmer, aber keiner wollte zu ihm ziehen).
Aber in seinem Koffer findet er die Sams-Rückhol-Tropfen, die er sofort einnimmt, und es erscheint gleich das Sams. Es hat viel Spaß mit Martin und dieser wünscht zugleich einige interessante Sachen, zum Beispiel, dass er stärker als der dicke und starke Leander Plattner ist, woraufhin er diesen vor der ganzen Klasse einige Meter weit in einen Schneemann wirft. Hiermit imponiert er auch seiner heimlichen Liebe Tina Holler aus der 4b.
Später wünscht er, dass das Sams wie er aussehen soll und für ihn skifahren geht. Dadurch wird Martin der beste Skiläufer der ganzen Klasse. Bei einem Versuch, seine Angst vor Hunden zu überwinden, lässt er das Sams sich in einen Hund verwandeln. Herr Daume entdeckt ihn jedoch und will ihn wegbringen. Martin wünscht ihn aber zurück in sein Zimmer. Bei einer Skiwanderung entdecken die Schüler riesige Fußabdrücke, die von vom Sams gebastelten Pappfüßen stammen. Die Kinder denken indes, dass sie von einem großen Yeti stammen, und folgen den Abdrücken neugierig, bis sie zu einem Berg kommen. Martin rennt den anderen davon und sieht das Sams. Er kann gerade noch rechtzeitig wünschen, dass das Sams wieder im Zimmer ist. Bei den Skiläufen an den folgenden Tagen ist Martin immer der mit Abstand beste Läufer. Aber am Donnerstag gehen dem Sams jedoch die Punkte aus und so muss Martin bei einem Wettkampf zwischen der 4a und der 4b selber antreten – dabei fällt er jedoch von seinen Skiern und der Wettkampf geht unentschieden aus. Schließlich will er das Sams auch mit nach Hause nehmen – das tut er dann auch, und bei der Ankunft bei der Schule wird er von seinem Vater abgeholt, der inzwischen heimlich den Führerschein gemacht hatte. Später kommt auch das Sams zu Hause an und überrascht die Taschenbiers und die zu Besuch gekommene Familie Mon. Martin und das Sams erzählen allen von ihren Abenteuern. Als Martin am nächsten Morgen aufwacht, ist das Sams plötzlich schon wieder verschwunden. Warum, wird in diesem Band nicht mehr erwähnt, sondern erst im nächsten Buch.

### Sams in Gefahr (2002)
Am Anfang des nächsten Buches erfährt man, dass Herr Fitzgerald Daume am Ende des Schullandheimaufenthaltes heimlich die Sams-Rückhol-Tropfen von Martin gestohlen hatte. Er fragt sich anfangs, was sie wohl bewirken, und nimmt sich vor, sie einem Lehrerkollegen zur Analyse vorzulegen. Doch des Nachts wacht er durstig auf und trinkt die mit Wasser aufgelösten Tropfen – das Sams taucht auf, aber Herr Daume sieht es nicht. Es befindet sich stattdessen z. B. in dem Ofen oder in einem Schrank und singt unfreundliche Sachen über Herrn Daume.
Dieser wird recht wütend und versucht es zu finden. Es verschwindet aber wieder und lässt einen sehr wütenden Herrn Daume alleine zurück.
Daraufhin schmiedet Herr Daume einen Plan – er setzt sich am nächsten Tag in sein Zimmer und schreibt sich ein Schild, auf dem steht, er heiße Fitzgerald Taschenbier. Sein Plan ist, nach dem Einnehmen der Tropfen zu husten, so dass seine Sekretärin Frau Blümlein hereinkommt und ihn „Herr Taschenbier“ nennt. Das Sams glaubt dies zwar nicht, aber Herr Daume kann trotzdem mit den Sams-Punkten wünschen.
Doch die S.R.Tr. waren in Herrn Daumes Kühlschrank tiefgefroren, und daher haben alle Wünsche Nebenwirkungen; so wächst zum Beispiel in seinem Wohnzimmer eine blühende Wiese oder später ein Wald. Außerdem geht dieser Wald später in Flammen auf, als Herr Daume wünscht, dass seine Wünsche keine Nebenwirkungen mehr haben. Danach benutzt Herr Daume die Punkte für ziemlich gemeine Wünsche, so ersetzt er z. B. den Schuldirektor Herrn Schelling in dessen Amt, nachdem dieser eine recht seltsame Unterrichtsstunde abgehalten hat. In dieser war das Sams zugegen gewesen, in Form einer Referendarin. Herr Daume hatte gewünscht, dass Herr Schelling alles macht, was das Sams alias „Frau Scheinbar“ möchte, wenn es ihn „Herr Schilling“ nennt, und so macht Herr Schelling „Freiübungen“ und rennt wie ein Rasenmäher brummend über das ganze Schulgelände. Dadurch wird der sportverrückte Herr Daume neuer Direktor und führt u. a. neue, sportorientierte Fächer ein – das macht Martin natürlich nicht gerade glücklich. Martin hat indes auch gemerkt, dass die Tropfen verschwunden sind, und von „Frau Scheinbar“ eine Nachricht erhalten, dass sie das Sams ist und gefangengehalten wird.
Herr Daume will inzwischen mit der Hilfe des Samses Präsident im Rollschuhverein werden – dafür will er das Sams in Herrn Lürcher verwandeln. Dies tut er auch und Herr Lürcher schlägt bei einer Sitzung des Rollschuhvereins Herrn Daume als neuen Präsidenten vor. Außerdem werden Herr Lürcher und der aktuelle Präsident, Herr Dorrmann, vorgeschlagen. Währenddessen versuchen Martin, Roland und Tina, in Herrn Daumes Haus einzubrechen – dies misslingt aber, da auch Herr Mon ebenfalls in das Haus einbrechen will – die beiden halten sich für Tochter bzw. Bruder von Herrn Daume und fliehen. Später gehen Herr Daume und das Sams zur Wahl in den Rollschuhverein, wo Herr Daume wünscht, dass er die Wahl gewinnt. Dies klappt aber nicht, da das Sams nicht mehr genug Wunschpunkte hat. So sind ihm alle Punkte ausgegangen, Herr Daume kann nichts mehr wünschen und der echte Herr Lürcher wird überraschend zum neuen Präsidenten des Rollschuhvereins gewählt. Deshalb fährt Herr Daume mit dem Sams in die Turnhalle der Schule und entführt auf dem Weg dorthin Martin Taschenbier, der von seinem Freund Roland kommt. Er lässt ihn in der Sporthalle schwierige Turnübungen machen, weil er hofft, dass das Sams ihm dann das Geheimnis verrät, wie es zu neuen Punkten kommt, Martin verrät ihm schließlich das Geheimnis, jedoch behauptet er, Herr Daume müsse „Gatsmas“ sagen. Das tut er dann auch und hat selbst die Punkte im Gesicht. Das Sams wünscht sofort, dass es wieder frei ist, und wünscht sich zu Martin, so dass die beiden wieder in der Turnhalle sind. Kurz darauf werden die beiden von den schon verzweifelt suchenden Eltern von Martin gefunden und alle kehren wieder nach Hause zurück, wo sie am nächsten Tag eine große Feier abhalten. Herr Daume wird von der Polizei wegen Kindesentführung verhaftet und später in eine Nervenheilanstalt eingewiesen.

### Onkel Alwin und das Sams (2009)
Zu Beginn des sechsten Bandes befindet sich das Sams in einer Versammlung von vielen anderen Samsen. Das Übersams muss dem Sams mitteilen, dass es nun nicht mehr zu ihnen gehört, weil es durch die vielen Aufenthalte bei den Taschenbiers zu menschlich geworden ist. Das Sams soll zurück zu den Menschen gehen, um dort für immer zu bleiben. Es entscheidet sich daher, zu Martin Taschenbier zu gehen.
Einige Tage nachdem das Sams sich wieder im Kreise der Freunde von Martin eingelebt hat, kommt ein Mann zu den Taschenbiers, der sich als Onkel Alwin, der Bruder des Vaters von Herrn Taschenbier, vorstellt und von seinem Känguru Wallaby begleitet wird. Onkel Alwin war vor 40 Jahren nach Australien ausgewandert, jetzt steht er ohne Ankündigung im Haus der Taschenbiers und quartiert sich unversehens in Martins Zimmer ein. Dabei tritt Onkel Alwin durchwegs unverschämt und fordernd gegenüber seinen Verwandten auf, so dass er sich Martin und das Sams nicht zu Freunden macht. Tage später ist Onkel Alwin immer noch bei den Taschenbiers zu Gast und macht auch keine Anstalten, wieder nach Hause zu fahren. Stattdessen erzählt er nun seine Lebensgeschichte: Er ging nach Australien und wurde nach mehreren erfolglosen Versuchen in anderen Berufen schließlich Känguru-Farmer. Als er irgendwann Heimweh bekam, ließ er alle Kängurus frei, entließ seinen einzigen Mitarbeiter Maxi und kehrte nach Deutschland zurück. Da Onkel Alwin aber den ganzen Tag nur an sich denkt, glaubt Frau Taschenbier die rührende Geschichte nicht. Die Taschenbiers möchten, dass Onkel Alwin wieder geht.
Da der Haussegen bei den Taschenbiers nun immer schiefer hängt, beraten sich Martin und das Sams mit ihren Freunden Tina, Roland und Samantha, wie sie Onkel Alwin nur schnell wieder loswerden können. Dem Sams kommt dabei die Idee, ihn wieder auf die Farm nach Australien zurück zu wünschen, aber das Sams hat ja nur leider einmal keine Wunschpunkte mehr. Die sind noch immer im Gesicht von Herrn Fitzgerald Daume. Die Freunde machen sich also auf die Suche nach Herrn Daume und finden ihn schließlich als Verkäufer von gepunktetem Porzellan auf einem Maimarkt. Nach einer ersten Flucht des verängstigten Herrn Daume gelingt es Martin und dem Sams schließlich doch, die Wunschpunkte wieder auf das Sams zu übertragen. Während Martin und das Sams unterwegs waren, sind Herr und Frau Taschenbier auf einem Empfang der Firma von Herrn Oberstein gewesen. Als alle dann aber wieder nach Hause zurückkommen, erleben sie eine für alle wirklich sehr böse Überraschung: Onkel Alwin ist weg und hat die Taschenbiers dabei auch noch ausgeraubt. Dabei hat er Schmuck, Geld und das Auto mitgenommen. Mit den neuen Wunschpunkten können sie nun aber Onkel Alwin wieder herbeiwünschen. Gemeinsam mit dem zur Hilfe herbeigerufenen Herrn Mon wünschen sie Onkel Alwin wieder zurück. Aber die Person, die jetzt bei den Taschenbiers zuhause im Wohnzimmer steht, ist jemand völlig anderes, nämlich der echte Onkel Alwin, der eben noch auf seiner Schaffarm in Australien stand und arbeitete.
Nach dem Wiedersehen mit Onkel Alwin kommt heraus, dass der falsche Onkel Alwin niemand anderes als Maxi ist, der ehemalige Arbeiter von Onkel Alwin, der vor kurzer Zeit Onkel Alwin verlassen hat und ihn bei dieser Gelegenheit ebenfalls bestohlen hatte. Daher kommen nun weitere Wunschpunkte zum Einsatz: Zuerst wird das Geld und der Schmuck zurückgewünscht. Danach das Auto, das mit einem schockierten Maxi auf dem Fahrersitz wieder in der Garage steht, welcher als Nächstes direkt in eine Polizeizelle nach Australien gewünscht wird.
Anschließend werden Pläne geschmiedet, dass die Familie sich gemeinsam in Australien treffen solle. Durch einen unvorsichtigen Wunsch von Onkel Alwin landen alle Taschenbiers auf direktem Wege in Australien auf der Schaffarm, aber ohne das Sams, ohne dessen Punkte sie sich nicht mehr zurückwünschen können. Am nächsten Tag wird das Sams weggewünscht. Im nächsten Augenblick befindet es sich wieder bei den ganzen anderen Samsen, wo das Übersams kundtut, dass das Sams doch samsig genug sei, um eins von ihnen zu bleiben. Das Sams lehnt dies jedoch dankend ab und wünscht sich mit einem Wunschpunkt der dort anwesenden Samse nach Australien, wo sich die ganze Familie Taschenbier mit den Sams zurück nach Deutschland wünschen kann. Am Ende bleibt das Sams bei den Taschenbiers und hat für Notfälle einen einzigen Wunschpunkt übrig gelassen.

### Sams im Glück (2011)
Der siebte Teil der Reihe spielt gut 15 Jahre später. Martin und Tina haben inzwischen geheiratet, leben mit ihrer Tochter Betty auf der Farm von Onkel Alwin in Australien und züchten dort Schafe. Das Sams selbst ist bei den Taschenbiers geblieben. Das Buch beginnt mit der Geburtstagsfeier von Herrn Taschenbier, die gleichzeitig die 15-Jahr-Feier für das Sams darstellt. Eigentlich sind 30 Jahre vergangen, seit das Sams in das Leben von Herrn Taschenbier eingetreten ist, jedoch hatte es zwischenzeitlich immer wieder zeitweise gehen müssen. Im Verlauf der Geschichte erklärt das Übersams, dass ebendiese 15 Jahre lange ununterbrochene Anwesenheit des Sams’ zur Folge hat, dass auch der Samspapa – also Herr Taschenbier – immer mehr zum Sams werden wird. Diese Entwicklung zum Sams erfolgt zunächst phasenweise, welches zu Verwicklungen führt. So stiehlt Herr Taschenbier als Samspapa (wie ihn das Sams in diesen Phasen immer liebevoll nennt, an die sich Herr Taschenbier danach selber jedoch niemals erinnern kann) mehrfach einen Bus, isst den Kühlschrank komplett leer, bricht in eine Schokoladenfabrik ein, findet sich im Gefängnis wieder und überredet seinen Chef Herrn Oberstein dazu, in seine neue Universal-Umwandlungsmaschine zu investieren. Frau Taschenbier glaubt, das liege nur daran, dass Betty wieder nach Australien zurückgereist sei und er ja sehr an ihr hängt. Seitdem sie weg ist, benimmt er sich nämlich erst wie ein Sams. Deswegen holt er sie nach Martins Erlaubnis auch von Australien nach Deutschland. Doch auch mit ihr gibt es ab und an noch immer diese Probleme. Sie sagt nach einiger Zeit, dass sie ihre Schafe vermisse. Herr Taschenbier wünscht ihr deshalb sofort alle Schafe ihrer Eltern in seinen Garten. Doch da sich Herr und Frau Mon bereits beschweren und Betty eigentlich nur ihr Lieblingsschaf Flecki haben wollte, sagt Herr Taschenbier: „Ich wünsche, dass alle Schafe bis auf Flecki wieder in Australien sind!“, doch er hat wieder einmal zu ungenau gewünscht. Nun sind wirklich alle Schafe weltweit in Australien und ganz Australien überschwemmt von Schafen, während im Rest der Welt alle Bauern verzweifelt nach ihren geliebten Schafen suchen, zum Glück kann Herr Taschenbier den Wunsch schnell wieder rückgängig machen. Dann aber explodiert auch noch die Maschine bei der ersten Probe und zerstört das ganze Dach des Hauses, als Herr Taschenbier in einer seiner Samsphasen die Regler zu hoch einstellt. Daraufhin wird er von Herrn Oberstein entlassen (er hatte als „Samspapa“ versucht, die Maschine doch noch anzubieten, mit Hilfe von Herr und Frau Mon, von denen er daher zuvor noch gewünscht hatte, dass sie sich wie arabische Geschäftsleute benehmen und kleiden sollten, doch zu einem ungünstigen Zeitpunkt wurde er wieder zum echten Herrn Taschenbier und Herr Oberstein durchschaute so den Schwindel). Schon davor hatte das Sams die Menschenwelt wieder verlassen. Dort klaute es unterdessen das Buch des Übersamses, in dem alle Samsregeln stehen und kehrt damit zurück in die Menschenwelt. Doch das Übersams wünscht sich sofort hinterher (allerdings wissen die anderen Samse, dass es nun selber auch nicht mehr zurück kann). Inzwischen ist auch Frau Taschenbier dabei, zu einem Sams zu werden. Das Übersams trifft das Sams im Haus, dieses sagt dem Übersams, dass es das Buch wiederhaben kann, wenn es dem Sams, Herrn Taschenbier, Frau Taschenbier und Betty nur sagt, wie Herr und Frau Taschenbier keine Samse mehr werden würden. Das Übersams sagt, sie müssen alle gemeinsam aufs Hausdach steigen, dort sage es dann einen Spruch, der zur Folge habe, dass Herr und Frau Taschenbier nicht mehr zu Samsen werden würden. Sie steigen dann aufs Hausdach, dort sagt das Übersams dann auch den Spruch, doch dieser hat zur Folge, dass das Übersams (mitsamt dem Buch) aus der Menschenwelt in die Samswelt zurückkehrt, an Herrn und Frau Taschenbier ändert dies jedoch nichts. Als nun auch noch Betty immer mehr zu einem Sams wird, entschließt sich das Sams in die Samswelt zurückzukehren. Nur so können die „Menschen auch Menschen bleiben“ (Samsregel 777). Bei der Rückkehr weint das Sams bitterlich, womit es jedoch die Samsregel 4 einfach außer Kraft setzt, so dass sich das Übersams nun doch schweren Herzens dazu entscheidet, dass das Taschenbier-Sams eine Ausnahme darstellt und nun doch bei den Menschen seiner Wahl bleiben darf. Mit drei Wunschpunkten ausgestattet, kehrt das Sams also wieder zu der Familie Taschenbier zurück. Mit den drei Wunschpunkten wird das Haus wieder repariert, Herr Mon gründet nun gemeinsam mit Herrn Taschenbier einen Zoo der Kuriositäten und die Schafzucht von Martin und Tina Taschenbier wird auf die Schwäbische Alb gewünscht (eigentlich wollte er sie in die Nähe von seinem Haus wünschen, aber er hatte wieder einmal zu ungenau gewünscht und gesagt: „Ich wünsche, dass Martin und Tina eine Farm in Deutschland haben“).

### Ein Sams zu viel (2015)
Dieses Buch spielt zwischen Am Samstag kam das Sams zurück und Neue Punkte für das Sams. Mit einem bisher verborgenen Wunschpunkt wünscht Herr Taschenbier im Streit versehentlich ein Sams für seine Vermieterin Frau Rotkohl herbei. Dieses sieht zwar genauso aus wie sein eigenes Sams, unterscheidet sich aber deutlich in seinem Charakter. Anders als das Sams von Herrn Taschenbier beispielsweise mag es Salat anstelle von Würstchen und ist vom Verhalten her sehr schüchtern; da es an einem Sonntag gekommen ist, glaubt das Taschenbier-Sams, dass das andere für immer bleibt. Beide Samse können sich anfangs nicht leiden, außerdem rät das Taschenbier-Sams dem Rotkohl-Sams, seiner „Mama“ nichts von den Wunschpunkten zu verraten, aus Angst, weggewünscht zu werden.
Dies hat jedoch auch Folgenː so hält Frau Rotkohl die Wunschpunkte einfach für Tintenflecken und wünscht sich, dass ihr Sams ins Bad geht, sich wäscht „und ohne Punkte im Gesicht wiederkommst“. Zwar hat es noch zwei Punkte hinter den Ohren, doch die gehen auch während eines Gesprächs mit Herrn Mon drauf, als sie sich erst wünscht, dass ihr Sams spazieren geht und dann sagt, sie wünsche keine Tiere im Haus, als Herr Mon sie auf einen Kakadu anspricht, den er Herrn Taschenbier schenken wollte. Dies hat zur Folge, dass die Vögel weg sind. Herr Mon und Herr Taschenbier beschuldigen das Taschenbier-Sams, welches zwar seine Schuld leugnet, jedoch glaubt ihm niemand. Wütend macht es sich auf einen Spaziergang und trifft das Rotkohl-Sams.
Schließlich hat das Taschenbier-Sams einen Planː es geht mit ihm ins Kaufhaus und sagt dem Rotkohl-Sams, es können alles mitnehmen, was es wolle, jedoch sagt es nicht, dass man die Sachen bezahlen muss. Somit wird das Rotkohl-Sams erwischt und bekommt Ärger mit einem Ladendetektiv. Frau Rotkohl schickt ihr Sams zur Strafe auf den Dachboden.
Inzwischen hat Herr Taschenbier, nachdem die Vögel zurückgekommen sind, erkannt, dass sein Sams unschuldig ist, und er und Herr Mon entschuldigen sich bei ihm. Dann gerät das Taschenbier-Sams, das inzwischen ein schlechtes Gewissen bekommen hat, jedoch in Schwierigkeiten, da das Rotkohl-Sams seine Wut an ihm auslassen und ihn bei Frau Rotkohl verpetzen will. Aus Angst, dass sie Herrn Taschenbier dann die Wohnung kündigt, sperrt es das andere Sams in den Keller ein. Dann tut es vor Frau Rotkohl so, als sei es das andere Sams, jedoch wird der Schwindel aufgedeckt, als sich das Sams aus dem Keller befreit hat. Nun wird Herrn Taschenbier gekündigt. Sein Sams schämt sich und entschuldigt sich beim anderen Sams. Dieses verrät ihm, dass es wieder gehen muss, da ein Sonntags-Sams nur drei Tage bleiben kann (Samsregel 237). Nachdem Herr Mon und Frau Rotkohl beschlossen haben, zu heiraten, beschließt Frau Rotkohl, die Kündigung zu vergessen, womit Herr Taschenbier und das Sams wohnen bleiben dürfen.

### Das Sams feiert Weihnachten (2017)
Paul Maar sagt im Vorwort, dass er selber nicht genau weiß, wann die Geschichte stattfindet. „Vielleicht im ersten Drittel des dritten Bandes“ (Neue Punkte für das Sams). „In der Zeit, als das Sams keine Wunschpunkte mehr hatte und Herr Taschenbier noch nicht aufs Hausdach gestiegen war, um neue Punkte zu bekommen.“
Das Sams erlebt sein erstes Weihnachtsfest bei Herrn Taschenbier. Es hat bisher die Weihnachtsgeschichte noch nicht gekannt, und Herr Taschenbier muss sie ihm erklären. Das Sams fährt Schlitten auf einem Backblech, stiftet erneut Chaos im Kaufhaus und holt als Überraschungsgeschenk für Herrn Taschenbier zwei weitere Samse aus der Samswelt.

### Das Sams und der blaue Drache (2020)
Die Geschichte ist laut Vorwort eine Was-wäre-wenn-Geschichte: Anders als am Ende von Am Samstag kam das Sams zurück beschrieben, ist die Wunschmaschine nicht kaputt gegangen. Als das Sams an einem Arbeitstag alleine zuhause ist und sich langweilt, wünscht es sich mit der Wunschmaschine einen chinesischen Glücksdrachen. Eigentlich hat Herr Taschenbier verboten, dass es mit der Wunschmaschine wünscht, deswegen muss das Sams seinen Drachen namens Ralfer gut verstecken. Die beiden verstehen sich sehr gut miteinander und das Sams versucht, den Drachen als einen gewöhnlichen Drachen steigen zu lassen, was ihm allerdings misslingt. Frau Rotkohl erfährt von dem Drachen und teilt Herrn Taschenbier sogleich alles mit. Weil sie keine Tiere in der Wohnung erlaubt, hat Herr Taschenbier die Idee, dass Ralfer von seinem Freund, Herrn Mon aufgenommen werden könnte. Diese Idee funktioniert. Ralfer verschwindet allerdings bald wieder, aber es ist vorauszusehen, dass er wiederkommt.

### Das Sams und die große Weihnachtssuche (2022)
Die Geschichte baut auf dem vorherigen Band (Das Sams feiert Weihnachten) auf. Nachdem die beiden Gast-Samse (Das Mini-Sams und das Pauker-Sams) in die Sams-Welt zurückgekehrt sind, versuchen sie dort, ihre Erlebnisse beim Weihnachtsfest mit Herrn Taschenbier den anderen Samsen zu schildern. Währenddessen ist in der Menschenwelt der erste Weihnachtsfeiertag. Herr Taschenbier und besonders Frau Rotkohl vermissen das lustige Mini-Sams und bitten Herrn Taschenbiers Sams, dass es das Mini-Sams in die Menschenwelt zurückholt. Allerdings hat das Mini-Sams Probleme mit dem Spruch, der es zu Herrn Taschenbier bringen soll, sodass es stattdessen versehentlich bei Herrn Rudolf, dem Abteilungsleiter im Kaufhaus landet. Mit seinen Wunschpunkten wünscht es sich, Herrn Rudolf und dessen Kinder in Herrn Taschenbiers Wohnung. Als Frau Rotkohl sie im Zimmer entdeckt und das Mini-Sams wiedererkennt, wünscht dieses die Rudolfs fort. Währenddessen sind Herr Taschenbier und sein Sams mit einem Backblech zum Rodeln gegangen. Als das Mini-Sams das hört, will es sofort auch dorthin und bekommt von Frau Rotkohl einen Pullover, bevor es sich auf den Weg macht. Am Schlittenberg nimmt das Mädchen Lilli Schemmel das Mini-Sams zu sich nach Hause, weil es ihr leid tut, dass es keine Eltern hat. Herr Taschenbier und sein Sams suchen es daraufhin und gehen sogar zu Herrn Rudolf ins Kaufhaus, weil sie befürchten, dass dessen Tochter es zu sich genommen hat. Erst am Ende stellt sich heraus, dass Lilli das Mini-Sams beherbergt hat, als die Schemmels es an Herrn Taschenbier und Frau Rotkohl zurückgeben. Nach dem Wiedersehen verabschiedet sich das Mini-Sams und verschwindet wieder in die Sams-Welt.

### Das Mini-Sams ist weg  (2024)
Das Mini-Sams ist plötzlich spurlos verschwunden. Zusammen mit dem blauen Drachen Ralfer macht sich das Sams auf die Suche und erlebt so manches Abenteuer.

## Übersetzung
Aufgrund der vielen Wortspiele (bereits die titelgebende Figur basiert auf einem Wortspiel) sind die Sams-Bücher nur sehr schwer in andere Sprachen zu übersetzen. Die Antwort der ausländischen Verlage auf das Buch, das sie vom Verlag erhalten haben, lautet daher meistens, dass es unübersetzbar sei. Man wolle stattdessen nach anderen Büchern von Maar zum Übersetzen suchen (daraufhin weichen sie auf andere Bücher von Paul Maar aus und übersetzen stattdessen z. B. Lippels Traum, In einem tiefen, dunklen Wald … oder auch Herr Bello).
Außer den Niederländern (das Sams heißt da „Zater“ von Zaterdag) und den Schweden (hier heißt das Sams „Lör“ von Lördag) wagte sich kein mitteleuropäischer Verlag an die Übersetzung dieses Buchs. In Japan wurde 1990 das erste Buch unter dem Titel Itsumo Doyōbi Doyon no Hi (ISBN 4-566-01243-3) veröffentlicht, wobei das Sams hier „Doyon“ heißt. Allerdings wurde hier auf die Wortspiele verzichtet, stattdessen werden die Entsprechungen auf die erste Silbe des Wochentags bezogen, beispielsweise Dienstag, welches kayōbi (火曜日) heißt, entspricht kaisha (会社), dem Wort für Firma.
Auch in der russischen Übersetzung hat man es geschafft, Wortspiele ähnlich umzustricken. Das Sams selbst wurde zu „Subástik“ (von russ. subbóta), seltsamerweise wurde aus Frau Rotkohl eine Frau Brückmann und aus dem Herrn Taschenbier ein Herr Peppermint (wohl um die Familiennamen für russische Ohren wohlklingender zu machen). Herr Mon wurde zu „Ponedélkus“ (von ponedélnik), am Dienstag (wtórnik) kam ein wtorogódnik (ein sitzengebliebener Schüler) – der Neffe von Frau Rotkohl, um sich bei den Hausaufgaben helfen zu lassen, am Mittwoch (russ. sredá) kam die Mitte der Woche (russ. seredína nedéli) usw. Allein der Herr Kules hat die Anspielung auf Herkules im russischen Text eingebüßt und heißt dort schlicht gospodín Kules.

## Puppentheater
1977 und 1980 wurden die ersten beiden Bände der Geschichte mit Marionetten im Theater der Augsburger Puppenkiste aufgeführt und aufgezeichnet; Eine Woche voller Samstage sowie Am Samstag kam das Sams zurück.

## Hörspielfassung
Die ersten vier Bücher wurden als Hörspiel veröffentlicht. Mit geringer Besetzung (zum Beispiel Peter Schiff als Herr Taschenbier und anfänglich auch als Erzähler, das Sams wird von Michael Orth gesprochen, welcher ebenfalls etliche Nebenrollen spricht. Orth übernahm ab Am Samstag kam das Sams zurück auch den Erzähler anstelle von Schiff. Ingrid Reifer sprach in allen Hörspielen Frau Rotkohl, auch Uwe Paulsen und Klaus Jepsen waren in Am Samstag kam das Sams zurück und Neue Punkte für das Sams in einigen Rollen zu hören, u. a. als Hamburger Touristen in letzterem, Paulsen sprach zudem Herrn Mon. In Ein Sams für Martin Taschenbier sprachen u. a. Nicolás Artajo als Martin Taschenbier, Peter Simonischek als Herr Daume und Ilona Schulz als Frau Felix) und vergleichsweise aufwendiger Ausstattung an Musikarrangements und Geräuscheffekten erzählen diese die Buchgeschichten nach, wobei die Geschichten für das Medium entsprechend überarbeitet und verkürzt wurden.

## Verfilmungen
Die Geschichte vom Sams wurde mehrfach verfilmt; besonders bekannt wurde dabei die Verfilmung in Das Sams aus dem Jahr 2001, in welcher das Sams von Christine Urspruch dargestellt wurde. 2003 folgte der zweite Teil über das Sams mit dem Titel Sams in Gefahr mit derselben Besetzung. Der letzte Film, erneut mit Christine Urspruch in der Titelrolle, kam 2012 in die Kinos; es handelt sich um eine Verfilmung des Buches Sams im Glück.